# Nadžíb Albina

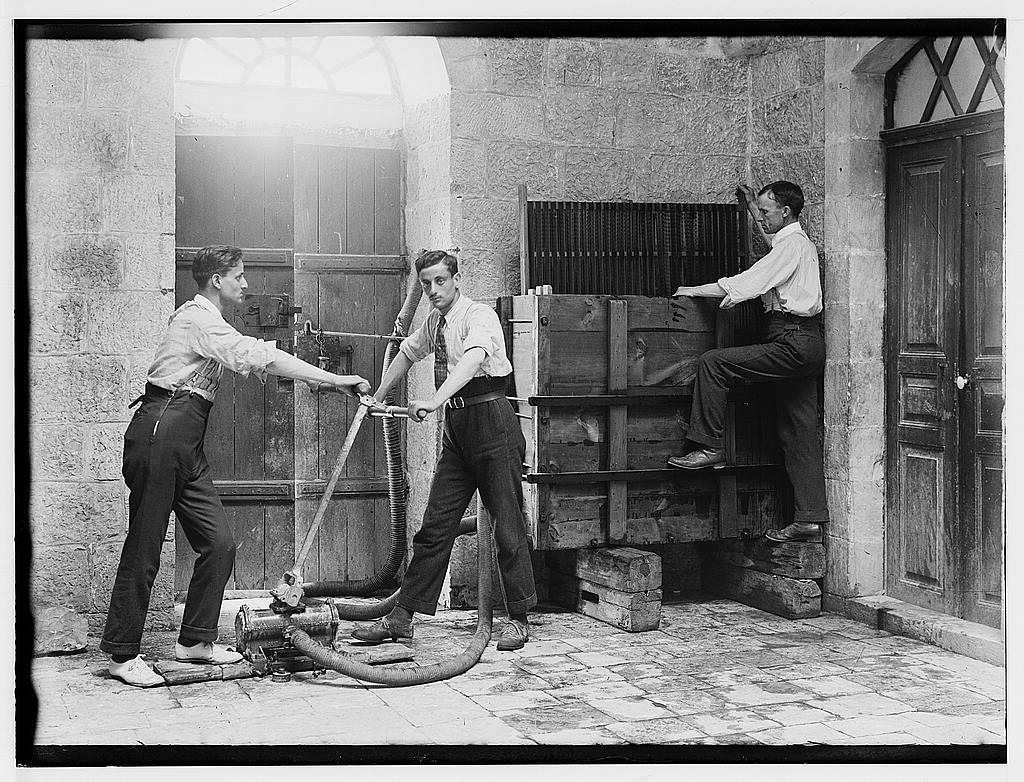
Jamil Albina, Nadžíb Albina a Lewis Larson vyvolávají video film pro American Colony

Nadžíb Anton Albina (2. ledna 1901, Jeruzalém – 23. července 1983, Fairfax, Virginie, USA) byl šéf fotografického oddělení Palestinského archeologického muzea v Jeruzalémě, kde pořídil první originální sady fotografií Svitků od Mrtvého moře. Prostřednictvím kontaktů s Americkou kolonií a Palestinským archeologickým muzeem využíval fotografii jako prostředek k zaznamenávání historie křesťanské palestinské kultury, a také k objevům dávných kultur v regionu. Měl významný vliv na používané techniky archeologických fotografů, obzvláště těch, kteří fotografovali Svitky od Mrtvého moře, kterým radil ohledně použití infračervené fotografie.

## Mládí
Narodil se v Jeruzalémě ještě za dob Osmanské říše (dnes Izrael) do křesťanské rodiny Antona Albina a Victorie Safiehové. Měl ještě dva bratry a sestru. Jeho otec Anton zmizel roce 1918 při bojové akci během první světové války v Osmanské říši.
Před rokem 1930 se oženil s Adelou Morcosovou (1911–1965), křesťankou z Jericha. V letech 1930 až 1950 spolu měli osm dětí.

## Americká kolonie
Pracoval jako technik v temné komoře a od 20. let až do poloviny 30. let fotograf pro fotografickou divizi Americké kolonie přímo pod Lewisem Larssonem. Pracoval především na přijímání a vyvolávání filmů archeologických lokalit v širším okolí Jeruzaléma, ale zpracovával také videozáběry. Působil ve fotografickém oddělení po boku svého bratra Džamila.(fotografie) Mnoho z fotografií, které pořídili Nadžíb, Džamil a Lewis Larsson jsou veřejně k dispozici v Kongresové knihovně ve Washingtonu.

## Palestinské archeologické muzeum
Od 20. ledna 1952 do roku 1967 pracoval jako vedoucí fotograf Palestinského archeologického muzea (PAM). Během této doby nafotografoval většinu muzejních sbírek, fragmentů a rukopisů pomocí širokopásmové fluorescenční infračervené fotografie (snímek) (procesem známým jako reflected NIR photography). Nadžíb pro muzeum nashromáždil více než 1750 velkoformátových fotografických desek svitků. Kromě toho byly fotografie pořízeny na zvířecí kůži, což dobře umožnilo skládat fragmenty textů k sobě. Tyto snímky se staly jedněmi z prvních fotografií v muzejní sbírce a nejkomplexnější na světě své doby. Fragmenty a svitky tak byly zaznamenány před jejich dalším rozkladem způsobeným při skladování a jsou často považovány za nejlepší pořízené kopie svitků. Některé z následujících destrukcí byly přímým negativním důsledkem skladování ve vlhkých sklepích muzea a podmínek prostředí, kterým muzeum dovolilo fragmenty a svitky vystavit, například cigaretovému kouři, včetně kouře z cigaret Nadžíba. Ve skutečnosti došlo i k poškození Nadžíbových negativů PAM kvůli špatné archivaci a péči. Nadžíb Albina pořídil pět nekompletních sad Svitků od Mrtvého moře. Sady byly segmentově zaznamenávány, tříděny, až po sestavení formátu na výšku, jak je poskládali odborníci muzea PAM; většina svitků a fragmentů byla během procesu fotografována alespoň třikrát. Nadžíb svůj postup a jednotlivé kroky se svitky zaznamenával do deníku, který je dodnes v archivu Izraelského památkového úřadu.

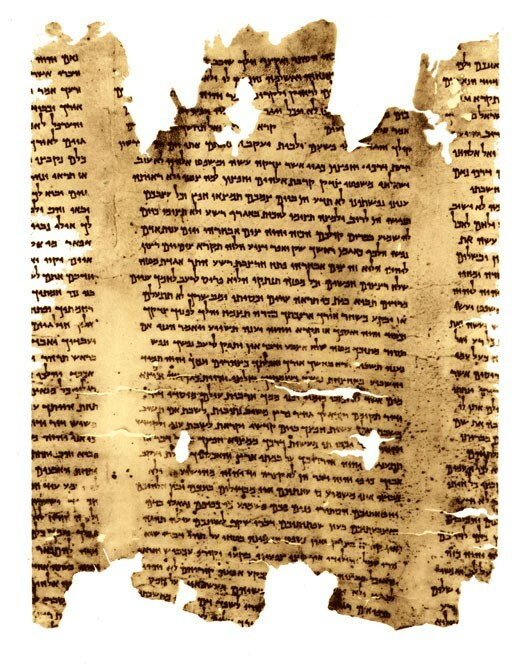
Část svitku s textem Izajáše (Iz 57,17-59,9; 1QIsa^{b}), ilustrační fotografie

Kromě fotografování fragmentů a Svitků od Mrtvého moře pro PAM, pořizoval Nadžíb pro muzeum ještě i jiné fotografie. To však nezahrnovalo pouze místní snímky. Mnohé z nich byly pořízeny na filmové desky. Svitky od Mrtvého moře byly snímány na desky o formátu 13×18 cm. Další projekty mu zadával tehdejší kurátor muzea Yusuf Saad. Mezi tyto projekty patřilo například dokumentování Wilsonova oblouku v Jeruzalémě nebo Bejt Cur.
V roce 1967 přešlo muzeum v důsledku šestidenní války pod izraelskou správu. Na rozdíl od průběhu Suezské krize, se Svitky od Mrtvého moře nestěhovaly na bezpečnější místo, jako byla Osmanská banka. V důsledku toho utrpěly v té době některé sbírky značné škody. Palestinští Arabové muzeum napadli a pokoušel se ukořistit část obsahu, Nadžíb byl pod hrozbou zbraně požádán o odemknutí skleněných desek, na kterých byly nasnímány Svitky od Mrtvého moře. Lhal tehdy, řekl, že nemá klíče, a dodal, že on sám je Arab. Po třech dnech byl propuštěn. Brzy poté, co Arabové ztratili kontrolu nad muzeem, používaly izraelské síly části muzea jako rozhlednu.
Po této události Nadžíb své zaměstnání v muzeu opustil. Dostal pak ještě nabídku, aby se vrátil do pozice na plný úvazek jako hlavní fotograf v rámci nového izraelského vedení přejmenovaného PAM, nyní známého jako Rockefellerovo muzeum, na počátku grantů a dostupných finančních prostředků. Nabídku však odmítl na protest příslušným změnám ve vnitrostátním řízení muzea a také kvůli významným omezením životních podmínek jeho rodiny v Jeruzalémě.

## Pozdější život
Po Nadžíbově exilu do Spojených států, těsně před začátkem šestidenní války, se usadil v Los Angeles v Kalifornii. Během této doby na něj a jeho rodinu lidé vyvíjeli určitý tlak, aby předal fotografie Svitků od Mrtvého moře. Nicméně však již na základě dohody s Palestinským archeologickým muzeem všechny fotografie, negativy a fotografická zařízení předal do majetku muzea.
Po odchodu do důchodu a přestěhování do Virginie Nadžíb Albina dne 23. července 1983 zemřel na selhání srdce. Je pohřben na hřbitově v St. Mary's Cemetery ve Fairfaxu ve Virginie.